# René Roussillon
 (janvier 2021).
Pour les articles homonymes, voir Roussillon.
René Roussillon, né le 27 juillet 1947 à Lyon, est un psychanalyste, psychologue et professeur émérite de psychologie à l'université Lumière Lyon 2, membre de la Société psychanalytique de Paris.

## Biographie
Il réalise en 1978 une thèse de doctorat de 3e cycle en psychologie, intitulée Du paradoxe incontenable au paradoxe contenu, dirigée par Jean Guillaumin, et une thèse d'État en 1988. Il est élu professeur de psychologie clinique et psychopathologie à l'université Lyon 2 en 1989.
Il est psychanalyste, accepté comme membre titulaire de la Société psychanalytique de Paris et est l'un des responsables du groupe lyonnais de cette société.

## Distinctions
- 1992 : prix Maurice Bouvet pour son ouvrage Paradoxes et situations limites de la psychanalyse[3].
- 2016 : Sigourney Award[4],[5].

## Publications
- Paradoxes et situations limites de la psychanalyse, Paris, Puf, 1991  (ISBN 2130522769)
- Du baquet de Mesmer au « baquet de S. Freud », Paris, Puf, 1992  (ISBN 2130441688)
- Logiques et archéologiques du cadre psychanalytique, Paris, Puf, 1995  (ISBN 213047022X)
- Agonie, clivage et symbolisation, Paris, Puf, 1999  (ISBN 2130504078)
- Le plaisir et la répétition, théorie du processus psychique, Paris, Dunod, 2002  (ISBN 2100056964)
- Le transitionnel, le sexuel et la réflexivité, Paris, Dunod, 2008  (ISBN 9782100523085)
- Le jeu et l'entre-je(u), Paris, Puf, 2008  (ISBN 9782130568919)
- La psychanalyse : une remise en jeu, avec Jean-Paul Matot, Paris, Puf, 2010  (ISBN 9782130583462)
- La naissance de l'objet, avec Bernard Golse, Paris, Puf, 2010  (ISBN 9782130582182)
- Manuel de la pratique clinique en psychologie et psychopathologie, Paris, Elsevier Masson, 2012
- (dir.) Manuel de psychologie et psychopathologie clinique générale, Paris, 2014 (2eédition)

### Documents sonores
- « Formes complexes de la survivance de l'objet », conférence vidéoscopée, Hôpital Necker, 18 septembre 2010 .
- Présentation du Manuel de pratique clinique , 13 octobre 2012, sur www.psynem.org.